# Frithia humilis
Frithia humilis är en isörtsväxtart som beskrevs av P.M. Burgoyne. Frithia humilis ingår i släktet Frithia och familjen isörtsväxter. Inga underarter finns listade i Catalogue of Life.